# El Kheiter
El Kheiter là một đô thị thuộc tỉnh El Bayadh, Algérie. Dân số thời điểm năm 2002 là 7.614 người.